# Silet
A cidade de Silet fica na Argélia na região de Tamanrasset.

## Ligações Externas
- http://www.maplandia.com/algeria/tamanrasset/silet/